# 浦賀船渠

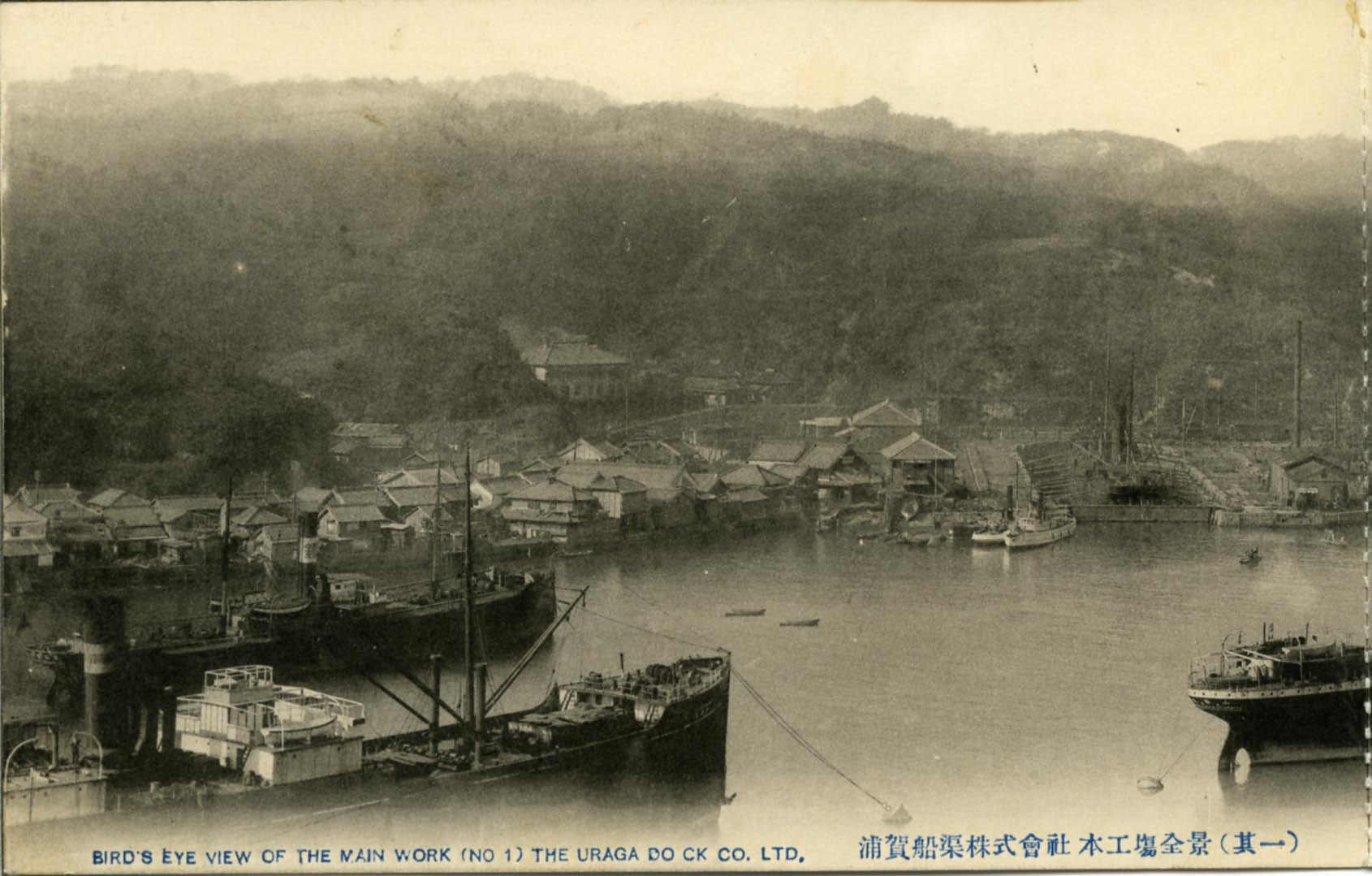
1910年の浦賀の様子

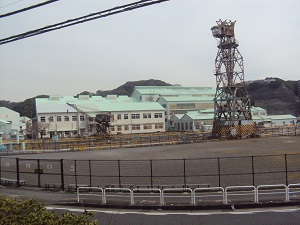
2015年の様子

浦賀船渠（うらがせんきょ）は、神奈川県横須賀市浦賀地区にあった造船所。通称浦賀ドック。日本海軍の駆逐艦建造で有名である。太平洋戦争後も艦艇の建造が続けられたが、2003年（平成15年）に閉鎖された。
2021年（令和3年）3月に、施設及び周辺部が住友重機械工業から横須賀市に無償で寄付された。

## 概要

### 幕府の浦賀造船所
浦賀での造船の歴史は1853年（嘉永6年）のペリー来航までさかのぼる。この時江戸幕府は「大船建造の禁」を解いて浦賀造船所を設置、直ちに軍艦の建造を始め、7か月を掛けて国産初の洋式軍艦「鳳凰丸」を建造した。これは浦賀奉行所与力の中島三郎助らに軍艦の建造を命じたことが始まりである。また1859年（安政6年）には日本初のドライドックが完成し、アメリカへ向かう咸臨丸の整備が行われている。しかし小栗忠順らにより、横須賀港に製鉄所を建設することを決定し（後の横須賀造船所、横須賀海軍工廠）、艦艇建造の中心は横須賀へ移り、浦賀造船所は1876年（明治9年）に閉鎖された。

### 浦賀船渠
中島三郎助の意志を継いだ荒井郁之助・榎本武揚・塚原周造が中心となり、1897年（明治30年）に浦賀船渠が設立。かつての浦賀造船所と同じ場所に工場が建設された。同時期に同じ浦賀に建設された東京石川島造船所(現:IHI)の浦賀分工場との間で、艦船建造・修理の受注合戦が繰り広げられたという。この競争はダンピング合戦を生み、両社の経営を悪化させた。ほどなくして石川島の浦賀分工場を浦賀船渠が買収、自社工場とすることで決着した。

### 艦艇建造
石川島との競争や、フィリピンへの砲艦輸出が不調となるなど、当初は経営が思わしくなく、渋沢栄一や浅野総一郎などが再建に手を差し伸べた。1912年（明治45年）に就任した第5代社長によりようやく経営が安定した。その後の第一次世界大戦による好況（特需景気）もあり経営は立ち直った。
艦艇の建造は、日露戦争時に横須賀工廠から艦載水雷艇を受注したことに始まる。1907年（明治40年）に初めて駆逐艦「長月」を建造した。その後も小艦艇建造を中心的業務としており、特に駆逐艦の建造で有名で、大阪にあった藤永田造船所と共に駆逐艦建造の名門であり、「西の藤永田、東の浦賀」と呼ばれていた（軽巡洋艦 2隻、駆逐艦 44隻、海防艦 11隻+2隻未完）。
1914年（大正3年）には国内初の鋼製純貨物船として「第五長久丸」が竣工。注目されていたこの船が成績優良につき、同型船6隻及びさらに大型の船6隻も受注して開業以来の盛況を呈した。その後1924年（大正13年）には国内初の旅客兼車両渡船（鉄道連絡船）として青函連絡船「翔鳳丸」と「飛鸞丸」が竣工。両船の就航後の成績も良好で、その後多くの青函連絡船を浦賀で建造する事となった。

### 戦後
太平洋戦争後も海上自衛隊向けに艦艇建造を続け、米空母ミッドウェイの大規模改修、日本丸建造なども行われた。住友機械工業と合併した際、追浜造船所（現横須賀造船所）を開設、民間船建造はこちらに移った。浦賀地区は工場集約のため2003年（平成15年）に閉鎖された。閉鎖後は資材置場として使用されてきた。
浦賀船渠の第1号ドック（通称浦賀ドック）は世界に4か所にしか現存していないレンガ積みドライドックのうちのひとつとなっている。国内でも明治期のものは浦賀ドックと川間ドック跡しかなく、両者とも貴重な文化遺産である。
2007年（平成19年）11月30日、浦賀船渠の第1号ドック、ポンプ施設、ドックサイドクレーンが近代化産業遺産に認定。
2021年（令和3年）3月に、浦賀ドックとその周辺部は住友重機械工業から横須賀市に無償で寄付された。

## 沿革

### 浦賀造船所
- 1853年（嘉永6年） 幕府が浦賀造船所を設置
- 1854年（安政元年） 「鳳凰丸」竣工
- 1859年（安政6年） 日本初のドライドック建造、咸臨丸の整備が行われる
- 1873年（明治6年） 水兵練習所を設置
- 1876年（明治9年） 浦賀造船所廃止
- 1885年（明治18年） 水兵練習所を浦賀屯営と改称
- 1889年（明治22年） 浦賀屯営閉鎖、陸軍要塞砲兵幹部練習所となる。

### 浦賀船渠
- 1895年（明治28年） 10月 株式会社東京石川島造船所（現・株式会社IHI）が浦賀分工場を建設
- 1898年（明治29年） 
  - 5月 陸軍要塞砲兵幹部練習所敷地を取得
  - 9月28日 創業総会
- 1897年（明治30年） 
  - 2月 ドックの建設開始
  - 6月21日 浦賀船渠設立登記
- 1898年（明治31年） 11月 東京石川島造船所浦賀分工場の操業開始
- 1899年（明治32年） 11月 1号ドック完成
- 1900年（明治33年） 
  - 1月 浦賀船渠の営業開始
  - 6月10日 新造第1船竣工
- 1902年（明治35年） 8月 東京石川島造船所浦賀分工場を買収、川間分工場とする。
- 1907年（明治40年） 浦賀で初の駆逐艦「長月」竣工
- 1914年（大正3年）国内初の鋼製純貨物船[2]「第五長久丸」竣工[注 1]
- 1923年（大正12年） 
  - 7月 軽巡洋艦「五十鈴」竣工
  - 国会議事堂鉄骨工事
- 1924年（大正13年） 初の青函連絡船「翔鳳丸」竣工
- 1925年（大正14年） 5月 軽巡洋艦「阿武隈」竣工
- 1938年（昭和13年） 大日本兵器設立。青島工廠の経営を委託される
- 1943年（昭和18年） 2月25日 W型戦時標準船のモデル船として第四青函丸竣工
- 1944年（昭和19年） 四日市造船所開設。翌年9月閉鎖
- 1945年（昭和20年） 9月28日 第十一青函丸が戦後竣工第1船となる
- 1948年（昭和23年） 8月31日 戦後初の旅載青函連絡船として「摩周丸」竣工、際立った豪華さを誇った。子会社として玉島デイゼル工業[注 2] を岡山県に設立。
- 1953年（昭和28年） - 子会社の玉島デイゼル工業株式会社が浦賀玉島デイゼル工業株式会社へ社名変更。
- 1955年（昭和30年） 敷設艇えりも竣工（戦後初の自衛艦建造）
- 1957年（昭和32年） - アメリカにニューヨーク事務所（現・SHI (USA) ）開設。
- 1961年（昭和36年） 記念館三笠修復工事完了
- 1962年（昭和37年） 子会社の浦賀玉島デイゼル工業と合併し、浦賀重工業株式会社設立。

### 浦賀重工業
- 1964年（昭和39年） - イギリスにロンドン事務所（現・SHI (Europe) ）開設。
- 1969年（昭和44年） 6月 住友機械工業と合併し住友重機械工業浦賀造船所となる

## 歴代社長
- 初代・塚原周造
- 2代・早崎源吾（大久保満寿子の弟）
- 3代・浅野総一郎
- 4代・足立太郎
- 5代・町田豊千代（町田實秀の父）
- 6代・山下亀三郎
- 7代・今岡純一郎（今岡賀雄の父）
- 8代・寺島健
- 9代・堀悌吉
- 10代・甘泉豊郎
- 11代・多賀寛（昭和37年11月会社名が浦賀重工になる）
- 12代・二瓶豊
- 13代・大塚振武

## 主な製品

### 艦船

#### 戦前
- 軍艦
  - 軽巡洋艦：五十鈴、阿武隈
  - 敷設艦：厳島 (II)
- 駆逐艦
  - 神風型駆逐艦 (初代)：長月、菊月
  - 樺型駆逐艦：桐
  - 樅型駆逐艦：柿、萩、菱、蓮
  - 若竹型駆逐艦：早苗、早蕨
  - 神風型駆逐艦 (2代)：追風(II)
  - 睦月型：弥生(II)、水無月(II)、望月
  - 吹雪型：深雪、磯波(II)、狭霧、潮(II)、雷(II)
  - 初春型：子日(II)、初霜(II)
  - 白露型：時雨(II)、五月雨(II)、山風(II)、涼風
  - 朝潮型：霞(II)
  - 陽炎型：不知火(II)、早潮、時津風(II)、浜風(II)、萩風、秋雲
  - 夕雲型：風雲、高波、涼波、岸波、清波、清霜
  - 秋月型：宵月
- 官公庁船
  - 関門連絡船：長水丸、豊山丸（鉄道院・旅客船）
  - 青函連絡船：飛鸞丸（鉄道省・旅客兼車両鉄道連絡船）
  - 青函連絡船・戦時標準船：第三青函丸（浦賀タービン主機1号搭載、青函連絡船のモデル船）
  - 青函連絡船・W型戦時標準船：第四青函丸（W型のモデル船）、第五〜第十青函丸（運輸通信省）
- 民間船
  - 貨物船：第五長久丸、葛城丸
  - 貨客船：白山丸

#### 戦後
- 自衛艦
  - むらさめ型護衛艦 (初代)：はるさめ (初代)
  - はまな (給油艦)
  - えりも (敷設艇)
- 官公庁船
  - だいおう型巡視船：むろと
  - 鉄道連絡船：第十一、第十二青函丸（運輸省・W型戦時標準船、第十一青函丸は戦後竣工第1船）
  - 鉄道連絡船：北見丸、日高丸（国鉄）
  - 鉄道連絡船：摩周丸（戦後初の客載青函連絡船、画期的な豪華船）
  - 鉄道連絡船：空知丸（洞爺丸事故代替船）
  - 鉄道連絡船：津軽丸 (2代)（代替計画シリーズ第1船）、十和田丸 (2代)
- 民間船
  - ラッシュ船　アケェイディア・フォレスト

### その他の製品
- クレーン
  - 自社80トンクレーン
- 橋梁
  - 大利根橋
  - 市川橋
  - 葛西橋
- 国会議事堂鉄骨工事
- 東大宇宙科学研究所のラムダロケット用ランチャー
- 記念館三笠修復工事
- 宇宙通信センターのパラボラアンテナ、30m,20m各1

## 関連会社、造船所
- 大日本兵器

1936年（昭和11年）にスイスのエリコン社と航空機用20mm機銃で技術提携、横浜市磯子区に富岡兵器製作所を設立し技術指導を仰いだ。1938年（昭和13年）に分離独立し大日本兵器（株）となる。戦後は日平産業と改称し、機械メーカーとなる。後にトヤマキカイと合併し、「日平トヤマ」を経て2008年（平成20年）10月より「コマツNTC」ヘ。
- 青島工廠

1938年（昭和13年）に海軍より青島旧海軍工廠の経営を委託される。太平洋戦争の敗戦により中国軍が接収する。
- 名古屋造船

1941年（昭和16年）6月、大同製鋼と共同出資し設立。1964年（昭和39年）に石川島播磨重工業に吸収合併される。現IHI愛知工場。
- 四日市造船所

戦時中の船舶不足により、大型商船建造のため産業設備営団が施設を建設し、民間で経営する方式で造船所を建設。全国の4箇所で建造され（残りは三井造船安芸津、三菱重工業広島、日立造船神奈川）、四日市では年間10万総トンを予定する。1944年（昭和19年）3月に設備一部完成により開設。1945年（昭和20年）1月に第1船「鉄山丸」を起工するが6月の空襲による火災で造船所は焼失、1隻も竣工することなく9月に閉鎖された。「鉄山丸」のみ戦後に浦賀で工事を続行し、1947年（昭和22年）に竣工した。

## 周辺地区の再整備
施設の周辺地区について横須賀市では1991年に「浦賀国際文化村構想」、2003年に「浦賀港周辺地区再整備計画」が策定されたが、いずれも2018年に廃止になっている。施設及び周辺部の無償寄付を受けて、横須賀市はドックを保存し工場跡地部分の活用方法を検討するとともに、ガイド付きの公開ができるよう準備を進める旨を公表している。
2021年（令和3年）浦賀ドックは住友重機械工業株式会社から横須賀市へ寄贈され、「浦賀レンガドック」として一般公開されている。